# Operation Stockholm 1961

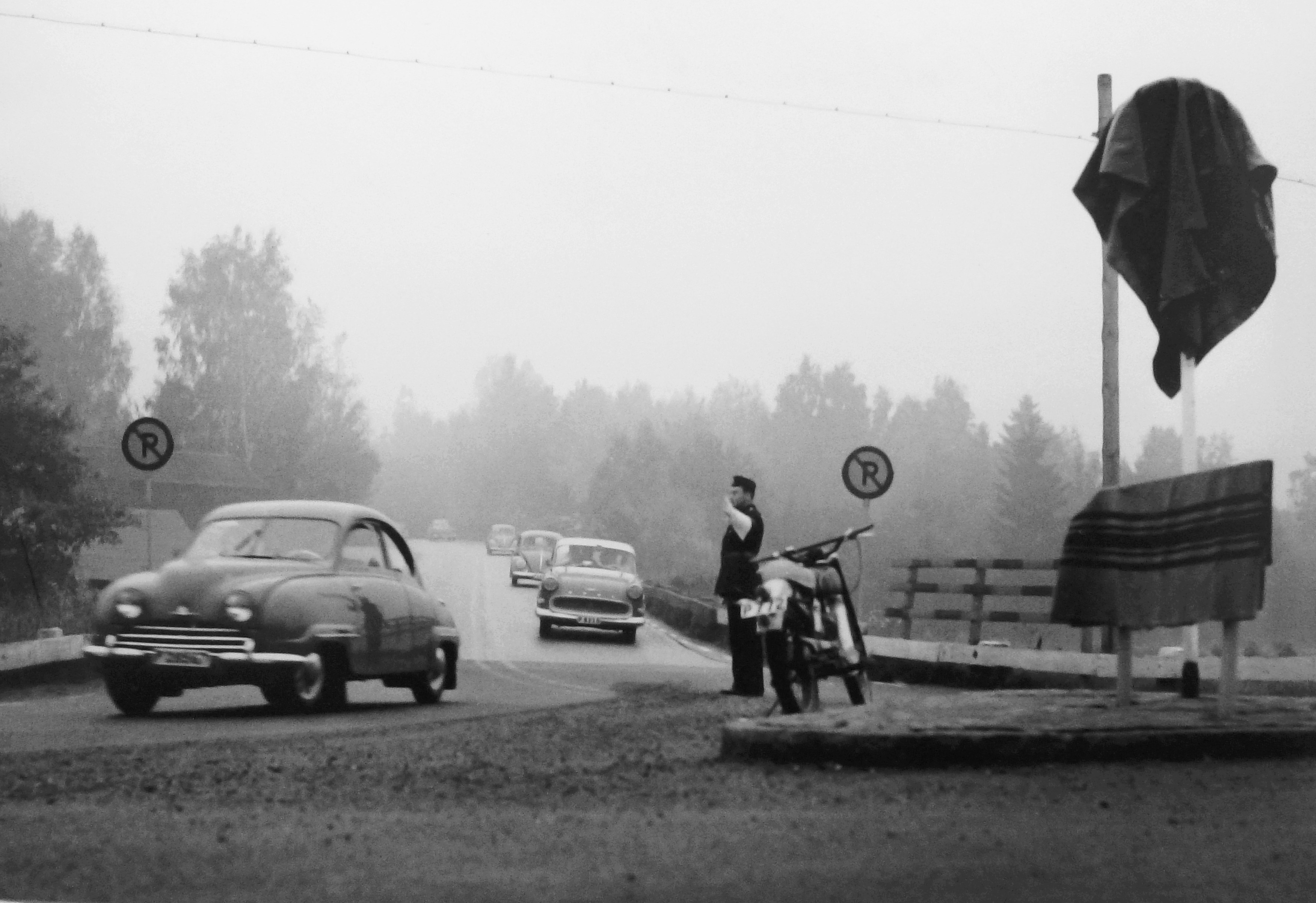
Operation Stockholm, en motorcykelpolis visar vägen, vägskyltar är övertäckta.

Operation Stockholm 1961 var en utrymningsövning som ägde rum i Stockholm söndagen den 23 april 1961. Övningen, som gick ut på att snabbevakuera en del av Stockholms befolkning i krigsfall, berörde drygt 225 000 människor och skulle bli ”världens största” utrymningsövning i fredstid, men uppslutningen var sämre än väntat;  omkring 35 000 personer deltog, kaos och stillastående bilköer uteblev och övningen kritiserades efteråt.

## Bakgrund
Med erfarenheter från andra världskriget och efterföljande kalla kriget växte i Sverige insikten om behovet av att bygga upp ett totalförsvar där det civila, ekonomiska, psykologiska och militära försvaret kunde samordnas. Hotet av ett kärnvapenanfall mot Sverige och speciellt Stockholm togs på stort allvar. I Stockholm byggdes flera stora befolkningsskyddsrum som kunde stå emot ett kärnvapenanfall. De som inte fick plats i stadens stora, offentliga skyddsrum skulle evakueras. Evakueringar övades vid flera tillfällen i Sverige mellan 1958 och 1962. Den största av dessa ägde  rum i Stockholm den 23 april 1961 och kallades av pressen ”Operation Stockholm”.

## Övningen

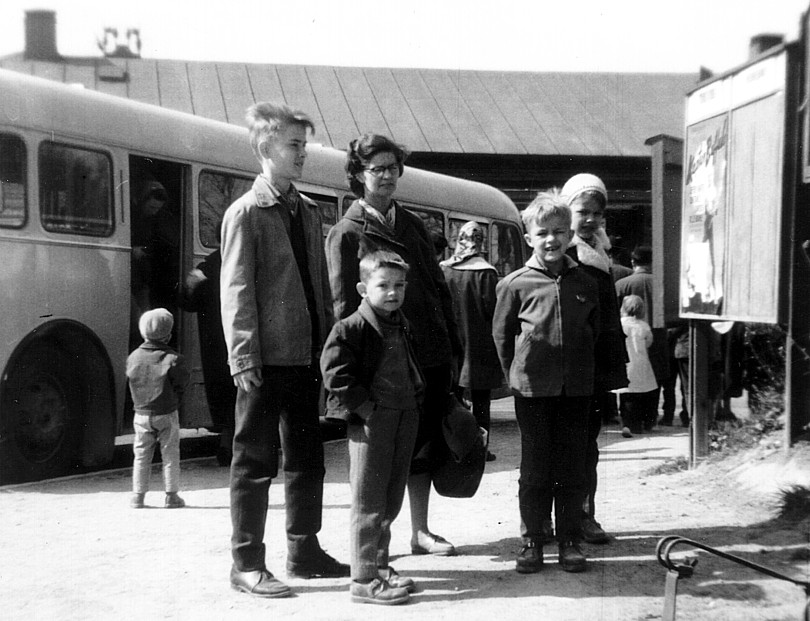
En deltagande stockholmsfamilj.

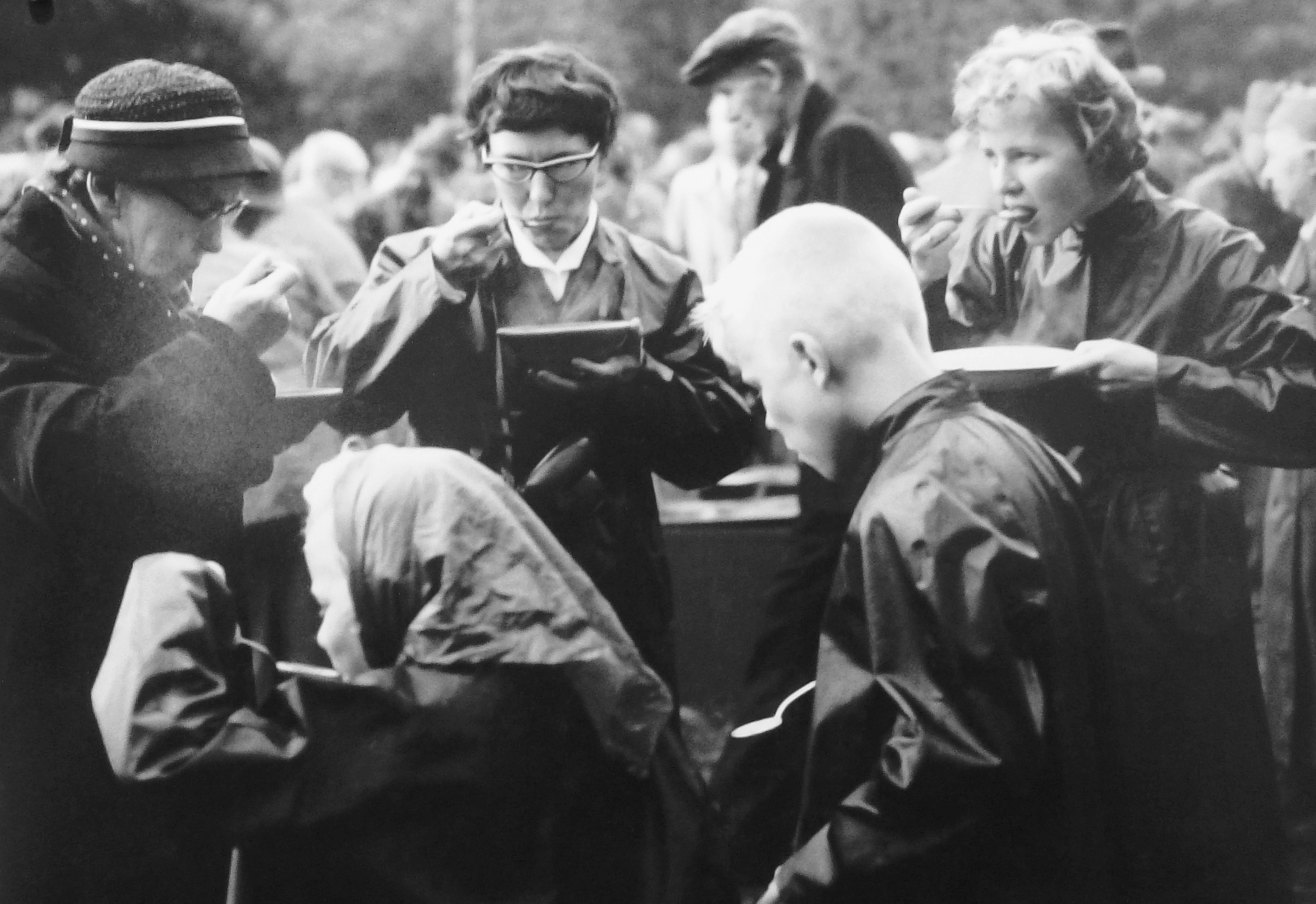
Soppkök på mottagningsplatsen.

Tanken med ”Operation Stockholm” var att praktiskt testa organisationen för en utrymning i stor skala. Att pröva allmänhetens kunskaper var inte så viktigt men allmänhetens deltagande skulle göra övningen så realistisk som möjligt.
Några dagar innan övningen skulle börja hade pressen informerat om det som skulle komma att ske och publicerat utrymningsplaner, instruktioner om särskilda trafikföreskrifter, buss- och bantider samt kartor och annan bakgrundsinformation. Exempelvis fanns ett särskilt deltagarmärke som kunde klistras på bilens vindruta och inköpskuponger på 15 liter bensin som kunde inlösas på uppsamlingsplatserna.
Övningen föregicks även av en särskilt broschyr med titeln ”Utrymning av Stockholm”, som innehöll en kortfattad version av skriften ”Om kriget kommer”. Där kunde man bland annat läsa vad som borde tas med vid en evakuering. Utöver pengar, värdehandlingar, fackföreningsbok och sjukförsäkringsbesked, rekommenderades bland annat matsäck för två dygn, kniv, tändstickor, sovsäck, toalettsaker, förbandsartiklar, extra kläder och liknande praktiska föremål. Packningen skulle inte vara större än att en familj själv kunde bära den.
Klockan 06:42 söndagen den 23 april 1961 utlöstes krigslarm över Stockholm. Hemma hos Stockholmarna ringde telefonerna, högtalarbilar körde på gatorna och larmtyfoner (i folkmun kallade ”Hesa Fredrik”) ljöd. Därmed var evakueringsövningen för Stockholms västra delar inledd. Övningen uppmärksammades även internationellt, omvärlden ville se hur det neutrala Sverige organiserade en sådan komplicerad händelse.
Det skulle bli världens största (frivilliga) utrymningsövning i fredstid, men uppslutningen var sämre än väntat, omkring 35 000 personer deltog. Bilisterna hade det ”lugnt och skönt på riks-13" och allmänt kaos uteblev. Trots Gustaf VI Adolfs deltagande, soppkök och underhållning på uppsamlingsplatserna lämnades en stor mängd soppa orörd. Även sångaren Rolf Björling, som framträdde på den nya flygplatsen Arlanda, lyckades inte locka till mer deltagande. Man förstod även att i en verklig krigssituation hade kungahuset eller regeringen inte evakuerats tillsammans med allmänheten utan förts till särskilda skyddsrum på hemlig plats.

## Kritik

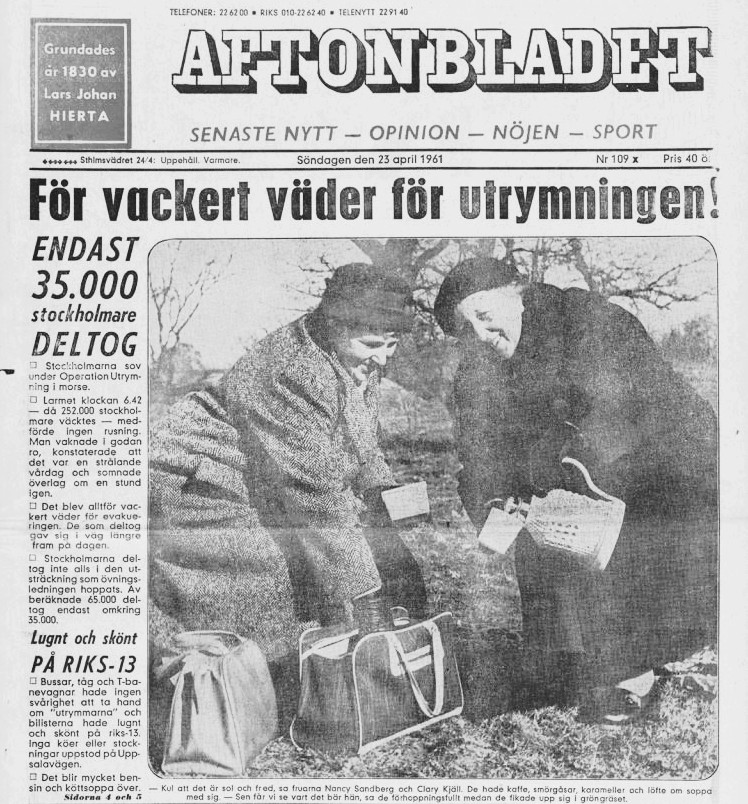
Aftonbladet den 23 april 1961.

En del av pressen beskrev evenemanget som fiaskoartat och naivt. Stockholms-Tidningen av den 24 april 1961 liknade hela övningen vid en ”lagom lång söndagsutflykt i strålande vårväder med god mat och trevlig underhållning”. Aftonbladets rubrik på första sidan löd: ”För vackert väder för utrymningen!” och Dagens Nyheter talade om ”Välfärds-Sverige i det gröna”. Andra tidningar frågade sig om det civila samhället verkligen skulle fungera på det viset om atombomben föll över Stockholm.
Det ringa deltagandet ansågs även vara ett tecken på att folk i allmänhet inte trodde på att kriget var överhängande. Men ”Operation Stockholm” skulle även visa för omvärlden att Sverige var förberett för krig och demonstrera beredskap, disciplin, lojalitet och trygghet.
”Operation Stockholm” med snabbutrymningsövningen denna söndag i april 1961 tog Tage Danielsson förmodligen som inspirationskälla till sin ”Civilförsvarssöndagen”, där han låter den svenska välfärdsidyllen möta det tredje världskriget med orden: ”Stolta, rakryggade, i förvissningen att vi ändå gjorde vad vi kunde, skola vi sedan fara hädan i abonnerade bussar, enligt uppgjort schema”.